# Freiheit, die ich meine (Zeller)
Freiheit, die ich meine von Christian Heinrich Zeller ist eine christliche Kontrafaktur des vaterländischen, 1815 von Max von Schenkendorf verfassten Gedichts „Freiheit, die ich meine“.

## Geschichte
Schenkendorf verfasste das ursprüngliche Gedicht im Jahr 1815. Die gängigste Liedfassung komponierte Karl August Groos im Jahr 1818. Im 19. und 20. Jahrhundert stand dieses Lied unter nationalen Vorzeichen und wurde zu „Vaterlands-, Helden-, Kriegs- und Siegesliedern“ eingeordnet.
Die christliche Textfassung des Pädagogen Zeller (1779–1860) wurde ab 1892 in der evangelischen Gemeinschafts-Liedersammlung „Reichs-Lieder“ millionenfach verbreitet.

## Text
| 1. Freiheit, die ich meine, Ist kein Schattenbild, Denn mit Himmelsscheine Sie das Herz erfüllt. Freiheit, die ich meine, Ist kein Gaukelspiel, Womit man zum Scheine Toren ködern will. 2. Freiheit, die ich meine, Kommt vom Zeitgeist nicht, Kommt vom Sohn alleine Und von Seinem Licht. Knechte des Verderbens Führen nicht zum Sohn, Und zur Zeit des Sterbens Müssen sie davon. |  | 3. Wen der Sohn befreiet Von des Irrtums Nacht, Wen der Sohn erneuet, Der wird frei gemacht. Blutend hat errungen Freiheit uns der Sohn, Der sich aufgeschwungen Auf des Vaters Thron. 4. Darum kommt zum Sohne, Der erquicket euch! Ewgen Lebens Krone In des Vaters Reich, Die kann Er nur geben, Wenn Sein Geist euch treibt, Wenn ihr, wie die Reben, An dem Weinstock bleibt. |

## Weblink
- Freiheit, die ich meine im Liederlexikon